# Marta Fjedina
Marta Wadymiwna Fjedina (ukrainisch Марта Вадимівна Фєдіна, englisch Marta Fiedina; * 1. Februar 2002 in Charkiw) ist eine ehemalige ukrainische Synchronschwimmerin, die bei den Olympischen Sommerspielen 2020 in Tokio zwei Bronzemedaillen gewann.

## Leben und Karriere
2018 nahm Fjedina an den Schwimmeuropameisterschaften in Glasgow teil und konnte eine Goldmedaille im Synchronschwimmen beim Gruppenwettkampf der Kombination mit dem ukrainischen Team gewinnen. Zwei Jahre später, bei den Schwimmeuropameisterschaften 2020 in Budapest, erlangte sie vier Goldmedaillen und vier Silbermedaillen. Sie nahm auch an den Schwimmweltmeisterschaften 2019 im koreanischen Gwangju teil, bei der sie vier Bronzemedaillen gewinnen konnte. Im selben Jahr dominierte sie den Synchronschwimmwettbewerb World Series Super Finals in Budapest, wo sie siebenmal auf Platz eins kam, sowohl in der Freien Einzel-Kür, als auch in beiden Duett-Küren und in vier der Gruppenwettbewerben.
Bei den Olympischen Sommerspielen 2020 von Tokio, die wegen der COVID-19-Pandemie erst im Sommer 2021 stattfanden, erlangte Fjedina zusammen mit ihrer Teamkollegin Anastassija Sawtschuk mit 189,4620 Punkten die Bronzemedaille im Duett. Fjedina trat auch mit Anastassija Sawtschuk, Maryna Aleksijiwa, Wladyslawa Aleksijiwa, Kateryna Resnik, Ksenija Sydorenko, Alina Schynkarenko und Jelysaweta Jachno beim Gruppenwettkampf des Synchronschwimmens an und erzielte mit 190,3018 Punkten eine zweite Bronzemedaille. Es waren die ersten olympischen Medaillen, die ukrainische Schwimmerinnen im Synchronschwimmen gewinnen konnten.
Bei den 19. FINA Schwimmweltmeisterschaften 2022 in Budapest gewann Fjedina sowohl in der Technischen Kür als auch in der Freien Kür die Silbermedaille. Bei den Schwimmeuropameisterschaften 2022 in Rom gewann Fjedina in der Technischen und der Freien Kür die Goldmedaille.
2023 nahm Fjedina an den Schwimmweltmeisterschaften in Fukuoka teil. Sie konnte mit der ukrainischen Mannschaft die Bronzemedaille in der Freien Kür mit 256,2415 Punkten gewinnen.